# Costa Granadina
Costa Granadina è una comarca della Spagna, situata nella provincia di Granada.